# Felsőhunkóc
Felsőhunkóc (szlovákul: Hunkovce) község Szlovákiában, az Eperjesi kerület Felsővízközi járásában.

## Fekvése
Felsővízköztől 11 km-re északkeletre, a Ladomér-patak partján fekszik.

## Története
1548-ban „Hwnkoch” alakban említik először. 1588-ban „Hwkoch” néven szerepel az írott forrásokban. A makovicai váruradalomhoz tartozott. Lakói mezőgazdasággal, állattartással foglalkoztak. 1711-ben a kuruc háborúk és a járványok következtében csaknem elnéptelenedett. 1787-ben 30 házában 203 lakos élt.
A 18. század végén Vályi András így ír róla: „HUNKÓCZ. Tót falu Sáros Várm. földes Ura G. Aspermont Uraság, lakosai katolikusok, fekszik Zboróhoz két mértföldnyire, határja sovány, de legelőji jók, és fája is tűzre elég van.”
1828-ban 33 házában 251 lakosa volt.
Fényes Elek 1851-ben kiadott geográfiai szótárában így ír a faluról: „Hunkocz, orosz falu, Sáros vmegyében, a makoviczi uradalomban, Duplin fil., 6 romai, 245 görög kath., 7 zsidó lak. Ut. p. Bártfa.”
1920 előtt Sáros vármegye Felsővízközi járásához tartozott.
1944-ben a harcokban elnéptelenedett, de a háború után újratelepítették. Lakói a környék üzemeiben dolgoztak.

## Népessége
| Év:            | 1994. | 2004.    | 2014.   | 2024.   |
| -------------- | ----- | -------- | ------- | ------- |
| Emberek száma: | 266   | 342      | 334     | 311     |
| Eltérés:       |       | +28,57 % | -2,33 % | -6,88 % |

| Év:            | 2023. | 2024. |
| -------------- | ----- | ----- |
| Emberek száma: | 311   | 311   |
| Eltérés:       |       | +0 %  |

1910-ben 305, túlnyomórészt ruszin lakosa volt.
2001-ben 347 lakosából 273 szlovák, 36 ruszin és 32 cigány volt.
2011-ben 336 lakosából 214 szlovák és 108 ruszin.

## Nevezetességei
- A falu görögkatolikus fatemplomáról híres. A templom a 18. század végén épült népi építészeti alkotás, különálló harangtoronnyal. Épületében 2005-től a régió fatemplomait ismertető tájékoztatási iroda is működik.
- Az 1995-ben felszentelt katonai temető a II. világháborúban e környéken elesett 3000 német katonának állít emléket.